# Дружній вогонь

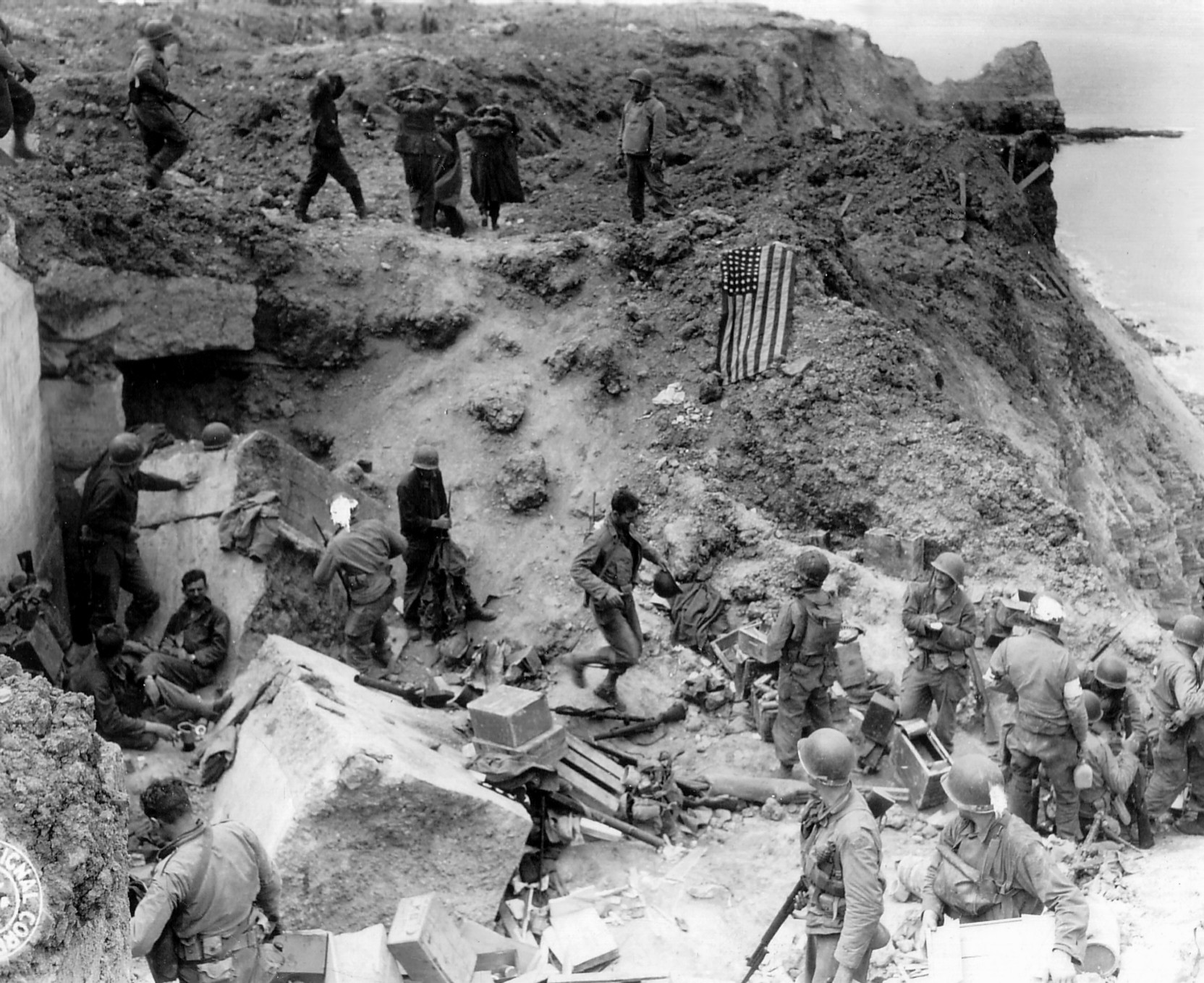
Рейнджери армії США в районі мису Пуент-дю-Ок. На горі американський прапор, який був навмисно покладений зверху для того, щоб американські танки, що просувалися вздовж берегу не вели «дружній вогонь» по своїх військах. Операція «Нептун». 8 червня 1944

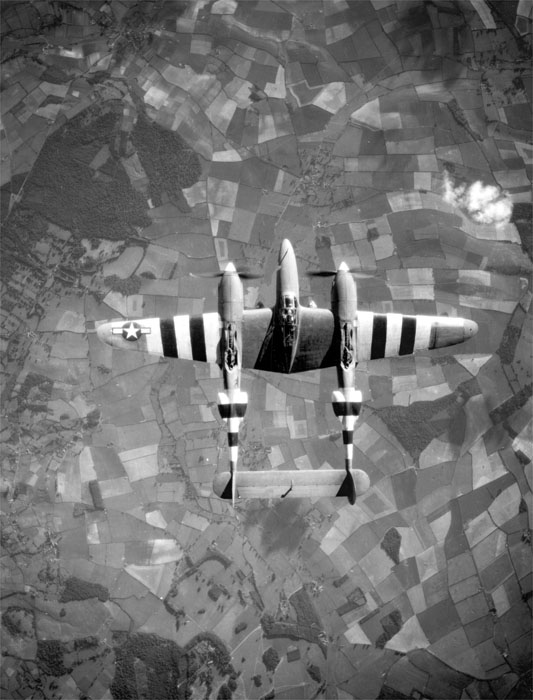
Розпізнавальні смужки на корпусі американського розвідувального літака F-5 «Лайтнінг» для запобігання вогню по своїх

Дру́жній вого́нь (також вого́нь по свої́х, фратрици́д, англ. friendly fire, fratricide) — термін у військовій справі, що позначає вогневий контакт проти своїх військ або військ союзника, який призвів до військових утрат.
Такі інциденти трапляються в результаті атаки проти союзних сил, хибно ідентифікованих у бою як ворожі, або через інші похибки, як то неточність прицілювання.

## Означення
Вогонь по своїх, який призвів до втрат, що трапився не внаслідок бою із супротивником (небойові втрати), а в результаті необережного та недбалого поводження зі зброєю, або навмисна стрільба по власних військових з різного роду обставин не належать до категорії «дружнього вогню».
Ненавмисні втрати серед цивільного населення, спричинені застосуванням зброї під час бойових дій, належить до категорії колатеральних або супутніх втрат.
Інші назви цього явища, які також поширені в Збройних силах США — «фратрицид» (лат. fratricide, в буквальному перекладі — «братовбивство»). У більшості країн-членів НАТО, такі випадки звуть як «синій проти синього» (англ. blue versus blue), що має своє походження від часів Холодної війни, коли під час військових навчань власні війська позначалися синім кольором, а війська Варшавського договору відповідно червоним (оранжевим) кольором.